# Star Trek: La nova generació temporada 4
La quarta temporada de la sèrie de ciència-ficció de televisió estatunidenca Star Trek: La nova generació va començar a emetre's en redifusió als Estats Units el 24 de setembre de 1990 i va concloure el 17 de juny de 1991, després de l'emissió de 26 episodis. Ambientada al segle XXIV, la sèrie segueix les aventures de la tripulació de la nau estel·lar de la Flota Estel·lar Enterprise-D.
Aquesta temporada, l'espectacle va adoptar la noció de històries serialitzades. Un tema recurrent durant tota la temporada és la idea d'un complot entre Duras i els romulans contra la Federació, juntament amb l'esforç de Worf per recuperar l'honor de la seva família. Les dues històries es van presentar a l'episodi de la tercera temporada "Els pecats del pare". La desconsideració de Worf és un tema important a "Família" i "El timbal", mentre que la seva deshonra i la trama Duras-romulans prenen el protagonisme als episodis "Reunió, L'ull de la ment", i "Redempció".
Una segona història recurrent de la temporada és el creixement de Miles O'Brien com a personatge. El seu primer i segon nom es revelen a "Família", es va casar a "Un dia d'en Data", el seu passat es revela a "La ferida", i el seu matrimoni s'explora a "En teoria".
La temporada 4 va incloure molts episodis de temàtica familiar. El primer episodi següent a "El bo i millor d'ambdós mons" tracta sobre Picard i la família de Worf, i el segon amb Data. El fill de Worf, Alexander, apareix més tard a la temporada, igual que la germana de Tasha Yar, i l' Enterprise es troba amb una entitat espacial alienígena infantil.
Tot i que era una sèrie redifosa autònoma, la sèrie es va emparellar amb altres programes per al bloc de dues programacions nocturnes redifoses Hollywood Premiere Network de Chris-Craft TV i MCA TV.

## Repartiment
- Patrick Stewart com el capità Jean-Luc Picard
- Jonathan Frakes com a comandant William T. Riker
- Brent Spiner com el tinent comandant. Data
- Gates McFadden com la Dra. Beverly Crusher
- LeVar Burton com el tinent comandant. Geordi La Forge
- Marina Sirtis com a consellera (Tt. Cmdr.) Deanna Troi
- Michael Dorn com el tinent Worf
- Wil Wheaton com a alferes Wesley Crusher (episodis 1–9)

## Personatges recurrents
- Colm Meaney - Cap del transportista (Lt.) Miles O'Brien (14 episodis)
- Whoopi Goldberg – Guinan (7 episodis)
- Majel Barrett – Veu de l'ordinador (4 episodis)/Lwaxana Troi (1 episodi)
- Patti Yasutake - Alferes Alyssa Ogawa (3 episodis)
- Rosalind Chao – Keiko O'Brien (4 episodis)
- Denise Crosby – Comandant Sela (2 episodis)
- Pamela Winslow - Alferes McKnight (2 episodis)
- Robert O'Reilly - Gowron (2 episodis)
- John de Lancie – Q (1 episodi)
- Dwight Schultz - Lt. Reginald Barclay (1 episodi)
- Jon Paul Steuer – Alexander Rozhenko (1 episodi)

## Doblatge al català
La sèrie va ser doblada al català pels estudis Tramontana (primera part) i Soundtrack (segona part) i emesa a TV3 l’any 1991. Els dobladors de la temporada foren:
| Personatge      | Actor/actriu    | Veu en català            |
| --------------- | --------------- | ------------------------ |
| Jean-Luc Picard | Patrick Stewart | Joan Crosas              |
| William Riker   | Jonathan Frakes | Antoni Forteza           |
| Data            | Brent Spinner   | Joaquim Sota             |
| Geordi La Forge | LeVar Burton    | Aleix Estadella          |
| Worf            | Michael Dorn    | Enric Arquimbau          |
| Gates McFadden  | Beverly Crusher | Aurora Garcia            |
| Deanna Troi     | Marina Sirtis   | Victòria Pagès           |
| Wesley Crusher  | Will Wheaton    | Roger Pera               |
| Q               | John de Lancie  | Carles Sales             |
| Miles O'Brien   | Colm Meaney     | Joan Pera                |
| Guinan          | Whoopi Goldberg | Montserrat Garcia Sagués |

## Episodis
| Núm. total | Núm. de la temporada | Títol                                                                  | Direcció           | Guió | Data d'emissió original | Codi de prod. | Nielsen rating |
| --- | -------------------- | ---------------------------------------------------------------------- | ------------------ | --- | ----------------------- | ------------- | -------------- |
| 75 | 1                    | «El bo i millor d'ambdós mons Part 2 The Best of Both Worlds, Part II» | Cliff Bole         | Michael Piller | 24 de setembre de 1990  | 175           | 12.3           |
| Picard és rescatat dels Borg mentre l' Enterprise corre per salvar la Terra. Les dades interactuen amb el mig Borg Picard i troben una manera d'apagar la nau Borg. L'estrella convidada Elizabeth Dennehy com a comandant de la Flota Estelar Shelby.                                                             |                      |                                                                        |                    | |                         |               |                |
| 76 | 2                    | «Família Family»                                                       | Les Landau         | Ronald D. Moore | 1 d'octubre de 1990     | 178           | 9.6            |
| Mentre l' Enterprise s'està fent reparacions a la Terra, el capità Picard visita la família del seu germà a França, els pares humans adoptius del tinent Worf vénen a veure'l i la Dra. Crusher envia al seu fill Wesley un holo-enregistrament personal deixat pel seu difunt pare poc després del seu naixement. |                      |                                                                        |                    | |                         |               |                |
| 77 | 3                    | «Germans Brothers»                                                     | Rob Bowman         | Rick Berman | 8 d'octubre de 1990     | 177           | 10.9           |
| Data és convocat pel seu creador Noonien Soong. Se'ls uneix el germà de Data, Lore. |                      |                                                                        |                    | |                         |               |                |
| 78 | 4                    | «Humà de cop i volta Suddenly Human»                                   | Gabrielle Beaumont | Història de : Ralph Phillips Guió de : John Whelpley i Jeri Taylor                                                           | 15 d'octubre de 1990    | 176           | 10.3           |
| Picard ha d'ajudar un nen humà, criat per extraterrestres, a decidir el seu destí. |                      |                                                                        |                    | |                         |               |                |
| 79 | 5                    | «Recorda'm Remember Me»                                                | Cliff Bole         | Lee Sheldon | 22 d'octubre de 1990    | 179           | 11.4           |
| Després d'un aparent fracàs d'un experiment de camp de curvatura, la gent comença a desaparèixer de la Enterprise i només Dr. Crusher recorda que alguna vegada van existir. |                      |                                                                        |                    | |                         |               |                |
| 80 | 6                    | «El llegat Legacy»                                                     | Robert Scheerer    | Joe Menosky | 29 d'octubre de 1990    | 180           | 12.0           |
| Ishara, la germana de Tasha Yar, busca restaurar l'ordre al món de la seva colònia, ple de conflictes. |                      |                                                                        |                    | |                         |               |                |
| 81 | 7                    | «Reunió Reunion»                                                       | Jonathan Frakes    | Història de : Drew Deighan and Thomas Perry & Jo Perry Guió de : Thomas Perry & Jo Perry and Ronald D. Moore & Brannon Braga | 5 de novembre de 1990   | 181           | 12.2           |
| L'antiga amant de Worf torna, i juntament amb Picard, els dos medien una disputa de poder dels klíngons. Worf descobreix més família. |                      |                                                                        |                    | |                         |               |                |
| 82 | 8                    | «Futur imperfecte Future Imperfect»                                    | Les Landau         | J. Larry Carroll & David Bennett Carren                                                                                      | 12 de novembre de 1990  | 182           | 12.0           |
| Riker es troba setze anys en el futur. El seu record intern és esborrat per un virus latent. |                      |                                                                        |                    | |                         |               |                |
| 83 | 9                    | «Missió final Final Mission»                                           | Corey Allen        | Història de : Kacey Arnold-Ince Guió de : Kacey Arnold-Ince & Jeri Taylor                                                    | 19 de novembre de 1990  | 183           | 11.5           |
| Wesley comença la seva darrera missió amb l' Enterprise acompanyat de Picard. Queden encallats en un planeta desert. |                      |                                                                        |                    | |                         |               |                |
| 84 | 10                   | «La pèrdua The Loss»                                                   | Chip Chalmers      | Guió de : Hilary J. Bader and Allan J. Adler & Vanessa Greene Història de : Hilary J. Bader                                  | 31 de desembre de 1990  | 184           | 12.2           |
| Una força desconeguda captura el Enterprise i fa que Deanna perdi els seus poders empàtics. |                      |                                                                        |                    | |                         |               |                |
| 85 | 11                   | «Un dia d'en Data Data's Day»                                          | Robert Wiemer      | Història de : Harold Apter Guió de : Harold Apter i Ronald D. Moore                                                          | 7 de gener de 1991      | 185           | 11.7           |
| Data rep lliçons de ball de la Dra. Crusher en preparació del casament del Cap O'Brien quan l' Enterprise porta l'ambaixador T'Pel als romulans per a les negociacions. |                      |                                                                        |                    | |                         |               |                |
| 86 | 12                   | «La ferida The Wounded»                                                | Chip Chalmers      | Història de : Stuart Charno & Sara Charno i Cy Chermak Guió de : Jeri Taylor                                                 | 28 de gener de 1991     | 186           | 12.1           |
| Un capità canalla de la Flota Estel·lar (Bob Gunton) posa en perill el tractat de pau dels cardassians. |                      |                                                                        |                    | |                         |               |                |
| 87 | 13                   | «El tribut del diable Devil's Due»                                     | Tom Benko          | Història de : Philip LaZebnik & William Douglas Lansford Guió de : Philip LaZebnik                                           | 4 de febrer de 1991     | 187           | 13.0           |
| Una poderosa figura mítica de fa un mil·lenni torna per esclavitzar un planeta d'acord amb un contracte. Tanmateix, Picard està convençut que és una xarlatana oportunista. Estrella convidada Marta DuBois com a Ardra.                                                                                           |                      |                                                                        |                    | |                         |               |                |
| 88 | 14                   | «Pistes Clues»                                                         | Les Landau         | Història de : Bruce D. Arthurs Guió de : Bruce D. Arthurs i Joe Menosky                                                      | 11 de febrer de 1991    | 188           | 12.3           |
| La tripulació, a excepció de Data, queda inconscient durant 30 segons després de passar per un forat de cuc localitzat. No obstant això, diverses pistes suggereixen que van estar inconscients durant un dia sencer.                                                                                              |                      |                                                                        |                    | |                         |               |                |
| 89 | 15                   | «Primer contacte First Contact»                                        | Cliff Bole         | Guió de : Dennis Bailey & David Bischoff i Joe Menosky & Ronald D. Moore i Michael Piller Història de : Marc Scott Zicree    | 18 de febrer de 1991    | 189           | 11.4           |
| Riker està hospitalitzat durant una missió fallida prèvia al primer contacte. La xenofòbia fa que augmenti l'hostilitat cap a la seva presència. |                      |                                                                        |                    | |                         |               |                |
| 90 | 16                   | «Bebè galàctic Galaxy's Child»                                         | Winrich Kolbe      | Història de : Thomas Kartozian Guió de : Maurice Hurley                                                                      | 11 de març de 1991      | 190           | 11.7           |
| L' Enterprise mata accidentalment una criatura espacial i la tripulació s'afanya a salvar la seva descendència no nascuda. Mentrestant, Geordi coneix l'enginyera de qui es va enamorar i descobreix, per sorpresa, que no s'assembla gens a la dona que va trobar a l'holocoberta.                                |                      |                                                                        |                    | |                         |               |                |
| 91 | 17                   | «Terrors nocturns Night Terrors»                                       | Les Landau         | Història de : Shari Goodhartz Guió de : Pamela Douglas & Jeri Taylor                                                         | 18 de març de 1991      | 191           | 11.2           |
| La Enterprise està atrapada en una bretxa, la tripulació sucumbeix a la privació de son REM i Deanna té un malson recurrent. |                      |                                                                        |                    | |                         |               |                |
| 92 | 18                   | «Crisi d'identitat Identity Crisis»                                    | Winrich Kolbe      | Història de : Timothy DeHaas Guió de : Brannon Braga                                                                         | 25 de març de 1991      | 192           | 10.9           |
| Geordi es transforma en una criatura alienígena amb un fort instint per tornar al seu planeta d'origen. |                      |                                                                        |                    | |                         |               |                |
| 93 | 19                   | «El novè grau The Nth Degree»                                          | Robert Legato      | Joe Menosky | 1 d'abril de 1991       | 193           | 11.0           |
| Després d'una trobada amb una sonda alienígena, Barclay experimenta grans salts de confiança i intel·ligència. |                      |                                                                        |                    | |                         |               |                |
| 94 | 20                   | «Qpido Qpid»                                                           | Cliff Bole         | Història de : Randee Russell i Ira Steven Behr Guió de : Ira Steven Behr                                                     | 22 d'abril de 1991      | 194           | 10.8           |
| Q torna per provar l'amor de Picard per uns antiga promesa. |                      |                                                                        |                    | |                         |               |                |
| 95 | 21                   | «El timbal The Drumhead»                                               | Jonathan Frakes    | Jeri Taylor | 29 d'abril de 1991      | 195           | 10.5           |
| Es produeix una caça de bruixes per a presumptes espies romulans a bord del Enterprise. Estrella convidada Jean Simmons com la contraalmirall Norah Satie. |                      |                                                                        |                    | |                         |               |                |
| 96 | 22                   | «Mitja vida Half a Life»                                               | Les Landau         | Història de : Ted Roberts and Peter Allan Fields Guió de : Peter Allan Fields                                                | 6 de maig de 1991       | 196           | Unknown        |
| Lwaxana Troi finalment troba l'amor, però descobreix que el seu home s'ha de suïcidar ritualment. Estrella convidada David Ogden Stiers com a Timicin. |                      |                                                                        |                    | |                         |               |                |
| 97 | 23                   | «L'hoste The Host»                                                     | Marvin V. Rush     | Michel Horvat | 13 de maig de 1991      | 197           | 11.3           |
| La Dra. Crusher s'enamora d'Odan, un negociador de pau, però descobreix que és un simbiont. Quan el seu amfitrió original mor, s'implanta en Riker temporalment per acabar les seves negociacions. |                      |                                                                        |                    | |                         |               |                |
| 98 | 24                   | «L'ull de la ment The Mind's Eye»                                      | David Livingston   | Història de : Ken Schafer i René Echevarria Guió de : René Echevarria                                                        | 27 de maig de 1991      | 198           | 10.1           |
| Els romulans renta el cervell Geordi per dur a terme una missió encoberta. |                      |                                                                        |                    | |                         |               |                |
| 99 | 25                   | «En teoria In Theory»                                                  | Patrick Stewart    | Joe Menosky & Ronald D. Moore                                                                                                | 3 de juny de 1991       | 199           | 9.8            |
| Data participa en una relació romàntica amb un membre de la tripulació. |                      |                                                                        |                    | |                         |               |                |
| 100 | 26                   | «Redempció, part I Redemption, Part I»                                 | Cliff Bole         | Ronald D. Moore | 17 de juny de 1991      | 200           | 10.9           |
| Worf abandona l' Enterprise per lluitar en nom de Gowron en una guerra civil klíngon. |                      |                                                                        |                    | |                         |               |                |

1. ↑  Acreditat com a Dennis Russell Bailey

## Mitjans domèstics
| Star Trek: The Next Generation – Season 4 | | | |
| Detalls | Detalls | Continguts especials | Continguts especials |
| - Episodis: 26 - Discs: 7 (DVD) / 6 (Blu-Ray) - Relació d'aspecte: 1,33:1 - Subtítols: alemany, anglès, danès, holandès, francès, italià, japonès, noruec, espanyol, suec - Doblat: francès, alemany, italià, japonès, espanyol | - Episodis: 26 - Discs: 7 (DVD) / 6 (Blu-Ray) - Relació d'aspecte: 1,33:1 - Subtítols: alemany, anglès, danès, holandès, francès, italià, japonès, noruec, espanyol, suec - Doblat: francès, alemany, italià, japonès, espanyol | DVD i Blu-ray - Visió general de la missió: quart any - Anàlisi de la tripulació seleccionada: quart any - Informació departamental, Any Quart: Producció - Nova vida i noves civilitzacions - Cròniques de la Frontera Final | DVD i Blu-ray - Visió general de la missió: quart any - Anàlisi de la tripulació seleccionada: quart any - Informació departamental, Any Quart: Producció - Nova vida i noves civilitzacions - Cròniques de la Frontera Final |
| Dates de Llançament | | | |
| DVD | DVD | Blu-ray | Blu-ray |
| Regió 1 | Regió 2 | Estats Units (sense regió) | Regne Unit (sense regió) |
| Unknown | Unknown | Unknown | Unknown |

## Recepció
L'any 2019, CBR va classificar la temporada 4 de Star Trek: The Next Generation com la 12a millor temporada de totes les temporades de Star Trek fins aleshores.